# Кальдерон, Висенте
Висенте Кальдерон Перес-Кавада (исп. Vicente Calderón Pérez-Cavada, 27 мая 1913, Торрелавега — 24 марта 1987, Мадрид) — испанский бизнесмен, президент футбольного клуба «Атлетико Мадрид» на протяжении более 20 лет (с 20 января 1964 года по 17 июля 1980 года и с 9 июля 1982 года по 24 марта 1987 года)..

## Биография
Висенте Кальдерон родился в испанском городке Торрелавега провинции Кантабрия. Оставшись в возрасте 20 лет сиротой, он постоянно менял профессии, не задерживаясь подолгу на одном месте. Благодаря своему трудолюбию добился успехов в бизнесе. Его карьера развивалась в основном в Мадриде, но также имел важные связи в Валенсии, городе Гандиа. В этом городе Кальдерон и завещал его похоронить.

## Президентство в клубе «Атлетико Мадрид»
21 января 1964 года действующий президент испанского футбольного клуба «Атлетико Мадрид», Хавьер Барросо уходит в отставку, оставив клуб в глубоком спортивном и экономическом кризисе. Висенте Кальдерон занимает пост исполняющего обязанности президента, а 17 марта того же года его избирают президентом.
Вскоре новоиспечённый президент исправляет сложную экономическую ситуацию, из-за которой было приостановлено строительство нового стадиона. Всего за два года мадридский «Атлетико» завершает строительство стадиона. Объекту было дано название «Мансанарес» и он становится открытым для посещения зрителями в 1966 году. Вскоре после этого, в благодарность президенту, стадион переименовывают в его честь — «Висенте Кальдерон»..
Под руководством президента Кальдерона для клуба «Атлетико» началась эпоха экономической стабильности и успехов в достижении высоких результатов.
16 июня 1980 года Висенте Кальдерон уходит в отставку, и клуб вступает в сложный этап, из-за споров президента Альфонсо Кабеса и троих вице-президентов. И клубу ничего не остаётся, как 23 июля 1982 года, повторно избрать в качестве своего президента Висенте Кальдерона, который незамедлительно принимается за дело.
Новый этап правления Кальдерона не ознаменовывается успехами по сравнению с его прошлым президентством, тем не менее, при нём, в 1985 году «Атлетико» завоёвывает Кубок и Суперкубок Испании, а в 1986 году играет в финале Кубка обладателей Кубков.
В 1987 году у Кальдерона ухудшается здоровье, и он умирает в результате сердечного приступа в статусе действующего председателя.

## Титулы
Всего в эпоху правления Кальдерона «Атлетико Мадрид» завоевал:
- Четыре победы в чемпионате Испании (1965/66, 1969/70, 1972/73 и 1976/77).
- Четыре Кубка Испании (1965, 1972, 1976 и 1985).
- Межконтинентальный кубок — 1974.